# Rayyanah Barnawi
Rayyanah Barnawi (in arabo ريانة برناوي‎?; settembre 1988) è un'astronauta saudita. È partita per la missione spaziale turistica Axiom Mission 2 il 21 maggio 2023 dove ha ricoperto il ruolo di Specialista di missione. È tornata sulla Terra il 31 maggio 2023 dopo 10 giorni di missione.

## Biografia
Barnawi ha conseguito un master in scienze biomediche presso l'Alfaisal University in Arabia Saudita e una laurea in scienze biomediche (ReGD) presso l'Università di Otago in Nuova Zelanda. Ha più di nove anni di esperienza nei programmi di reengineering delle cellule staminali e dei tessuti. Nel corso della sua carriera ha migliorato i protocolli di ricerca e gestito molti progetti di ricerca sul cancro al seno e pubblicato diverse pubblicazioni nello stesso campo.

### Missione spaziale
Nel febbraio 2023 venne selezionata come astronauta dallo Saudi Space Commission per partecipare alla missione spaziale Axiom Mission 2 avvenuta il 21 maggio 2023. Diventa la prima donna saudita e di religione musulmana a partecipare ad una missione spaziale con l'obiettivo di valutare le ripercussioni dello spazio sulla salute umana e della sicurezza dei viaggi spaziali sul cervello umano grazie agli strumenti della neuroscienza, tra cui la misurazione del flusso sanguigno verso il cervello e della sua attività elettrica, la valutazione della pressione intracranica attraverso un’osservazione non invasiva della pupilla, e il monitoraggio dei cambiamenti del nervo ottico nel corso del tempo. Esperimenti hanno riguardato anche la pioggia artificiale e la risposta infiammatoria delle cellule immunitarie umane in microgravità.